# Hatton (Lincolnshire)
Pour les articles homonymes, voir Hatton.
Hatton est une paroisse civile et un village du Lincolnshire, en Angleterre.